# غالي محمد الأمين الشنقيطي
غالي محمد الأمين الشنقيطي (مواليد 1935م / 1355هـ – توفي في المدينة المنورة ودفن في البقيع عام 1409 هـ) أحد رجالات التربية والتعليم في المدينة المنورة 
ولد وتربى وترعرع في بلاد شنقيط في بيت علم وصلاح وقد أشتهر من أهل بيته علماء أفذاذ. 
طلب العلم في بلاد شنقيط ثم سافر إلى السعودية سنة 1377هـ فأدى مناسكه وأكمل دراسته النظامية وكان بعض اساتذته يدرسون عليه، ثم تخرج وعين أستاذًا في معهد إعداد المعلمين ثم رقي إلى التوجيه التربوي. 
وكان بيته محضرة للعلم فكان لا يرد طالب علم وكان يعلم الفقه  والأصول  واللغة العربية  والسيرة  مع مشاركته في التدريس بالمسجد النبوي الشريف، وكان فاضلاً كريمًا لين الجانب، وقد نال شهادات تقدير من جهات رسمية على نشاطه الثقافي الواسع وتعريفه بآثار المدينة النبوية، وكانت له علاقات طيبة بعلماء السعودية والخليج، ترك مكتبة صوتية أجهد نفسه كثيراً في تسجيلها فكتب الله لها القبول وتداولها الناس، كان كثير الصلاة وكثير الصوم مواظبًا على الذكر وكان آخر كلامه لا إله إلا الله محمد رسول الله، توفي عام 1409هـ ودفن في البقيع. 
وهو عالم لغة عربية وكاتب موريتاني، تناول في مؤلفاته السيرة النبوية. تخرج من كلية الشريعة في الجامعة الإسلامية بالمدينة المنورة عام 1987.

## مؤلفاته
| م | العمل                                                           | عام الإصدار | الناشر                       | عدد الصفحات | مراجع                    |
| - | --------------------------------------------------------------- | ----------- | ---------------------------- | ----------- | ------------------------ |
| 1 | الدر الثمين في معالم مدينة الرسول الأمين                        | 1987        | دار إحياء التراث العربي      | 272         | [ 2 ] [ 3 ]              |
| 1 | الدر الثمين في معالم مدينة الرسول الأمين                        | 1991        | دار القبلة للثقافة الاسلامية | 270         | [ 4 ] [ 5 ] [ 6 ]        |
| 2 | مرتع الأبرار في التعليق على قرة الأبصار من سيرة المصطفى المختار | 1992        | دار القبلة للثقافة الاسلامية | 89          | [ 7 ] [ 8 ] [ 9 ] [ 10 ] |